# Henri Jacques Guillaume Clarke
Henri Jacques Guillaume Clarke d’Hunebourg (ur. 17 października 1765 w Landrecies, Hrabstwo Hainaut, zm. 28 października 1818) – francuski generał irlandzkiego pochodzenia, marszałek Francji oraz par Francji.
Clarke jako sierota wstąpił do szkoły wojskowej w Paryżu i w 1782 został żołnierzem. Po bitwie pod Landau w 1793 awansował na generała brygady. Dowodził strażą przednią Armii Reńskiej i był szefem jej sztabu.
Trzykrotnie piastował urząd ministra wojny Francji:
- od 19 sierpnia 1807 do 1 kwietnia 1814,
- od 11 marca do 20 marca 1815,
- od 26 września 1815 do 12 września 1817.

## Odznaczenia[6]
- Wielki Orzeł Legii Honorowej
- Krzyż Wielki Orderu Świętego Huberta (Królestwo Bawarii)
- Krzyż Wielki Orderu Wierności (Wielkie Księstwo Badenii)
- Krzyż Wielki Orderu Świętego Henryka (Królestwo Saksonii)